# Benno Besson
Benno Besson, nato René Benjamin Besson (Yverdon, 4 novembre 1922 – Berlino, 23 febbraio 2006), è stato un regista teatrale svizzero.

## Biografia
Benno Besson era il figlio più giovane di una coppia di insegnanti di scuola elementare nel cantone Vaud della Svizzera romanda. La sua attività pluriennale lo portò a ricoprire il ruolo di direttore artistico del Teatro del Popolo, del Deutsches Theater e del Berliner Ensemble di Berlino, nel periodo della suddivisione dello stato tedesco.

## Teatro
- Trois soldats di Bertolt Brecht, Yverdon, 1946
- George Dandin di Molière, Parigi, Comédie des Champs-Élysées, 1947
- Don Juan oder der steinerne Gast di Molière, Volkstheater Rostock, 25 maggio 1952.
- Der Prozeß der Jeanne d’Arc zu Rouen, 1431 di Bertolt Brecht, Berliner Ensemble, 23 novembre 1952.
- Volpone oder der Fuchs di Ben Jonson, Vienna, Scala Wien, 2 settembre 1953.
- Don Juan di Molière/Brecht, Berliner Ensemble, 19 marzo 1954.
- Pauken und Trompeten da George Farquhar, Berliner Ensemble, 19 settembre 1955.
- Der gute Mensch von Sezuan di Bertolt Brecht, Volkstheater Rostock, 6 gennaio 1956.
- Die Tage der Commune di Bertolt Brecht, Städtisches Theater Karl-Marx-Stadt, 17 novembre 1956.
- Mann ist Mann di Bertolt Brecht, Volkstheater Rostock, 18 giugno 1958.
- Die Dreigroschenoper di Bertolt Brecht, Volkstheater Rostock, 10 maggio 1959.
- Die zwei edlen Herren von Verona di William Shakespeare, Francoforte sul Meno, 1º settembre 1959.
- Die Holländerbraut di Erwin Strittmatter, Deutsches Theater di Berlino, 16 ottobre 1960.
- Die heilige Johanna der Schlachthöfe di Bertolt Brecht, Staatstheater Stuttgart, 27 maggio 1961.
- Sainte Jeanne des Abbatoirs di Bertolt Brecht, Losanna, Théâtre Municipal, 8 marzo 1962.
- Der Frieden di Aristofane/Hacks, Deutsches Theater, 14 ottobre 1962.
- Tartuffe di Molière, Deutsches Theater, 27 marzo 1963.
- Don Giovanni di Molière/Brecht, Teatro Bellini di Palermo, 1º marzo 1964.
- Die schöne Helena di Jacques Offenbach, Deutsches Theater, 6 novembre 1964.
- Der Drache di Jewgeni Schwarz, Deutsches Theater, 21 marzo 1965.
- Moritz Tassow di Peter Hacks, Volksbühne di Berlino, 5 ottobre 1965.
- Oedipus Tyrann di Sofocle/Hölderlin/Heiner Müller, Deutsches Theater, 31 gennaio 1967.
- Ein Lorbaß di Horst Salomon, Deutsches Theater, 12 ottobre 1967.
- Turandot oder Der Kongreß der Weißwäscher di Bertolt Brecht, Schauspielhaus di Zurigo, 5 febbraio 1969.
- Horizons di Gerhard Winterlichs, Volksbühne di Berlino, 1969
- Der Arzt wider Willen, di Molière, Volksbühne, 30 dicembre 1970.
- La buona persona di Sezuan, di Bertolt Brecht, Teatro Argentina di Roma, 10 febbraio 1973.
- Le dernier Paradis di André Müller, Volksbühne di Berlino, febbraio 1973
- Marguerite en Aix di Peter Hacks, Volksbühne di Berlino, ottobre 1973
- L'eccezione e la regola di Bertolt Brecht, Acciaierie di Terni, 1975
- Wie es euch gefällt di William Shakespeare, Volksbühne, 2 maggio 1975.
- Comme il vous plaira di William Shakespeare, Festival d'Avignon, 12 luglio 1976.
- Die tragische Geschichte von Hamlet, Prinz von Dänemark di William Shakespeare, Volksbühne, 14 aprile 1977.
- La Tragique Histoire d'Hamlet, prince de Danemark di William Shakespeare, Festival d'Avignon, 10 luglio 1977.
- Le Cercle de craie caucasien di Bertolt Brecht, Festival d'Avignon, 10 luglio 1978.
- Edipo re di Sofocle, Festival dei Due Mondi di Spoleto, 27 giugno 1980.
- Der neue Menoza di Jakob Michael Reinhold Lenz, Burgtheater di Vienna, giugno 1982
- L'Oiseau vert di Carlo Gozzi, Ginevra, Comédie de Genève, 2 novembre 1982.
- Le Sexe faible, di Gustave Flaubert, Comédie de Genève, 20 marzo 1984.
- Moi di Eugène Labiche ed Édouard Martin, Comédie de Genève, 1984
- Le Dîner de Mademoiselle Justine, della Contessa di Ségur, Comédie de Genève, 9 ottobre 1984.
- Le Médecin malgré lui di Molière, Comédie de Genève, 26 febbraio 1985.
- Lapin lapin di Élie Bourquin, Parigi, Théâtre de la Ville, 14 gennaio 1986.
- Le Dragon di Evguéni Schwartz, Théâtre de la Ville, 18 febbraio 1986.
- Théâtre de Verdure di Coline Serreau, Comédie de Genève, 19 febbraio 1988.
- Homme pour homme di Bertolt Brecht, Créteil, Maison des Arts André Malraux, 8 novembre 1988.
- Jonas und sein Veteran di Max Frisch, Schauspielhaus di Zurigo, 19 ottobre 1989.
- Mille francs de récompense di Victor Hugo Théâtre Vidy-Lausanne, marzo 1990
- Mille franchi di ricompensa di Victor Hugo, Genova, Teatro della Corte di Genova, 4 giugno 1991.
- Cœur ardent di Aleksandr Nikolaevič Ostrovskij, Rennes, Théâtre national de Bretagne, 17 ottobre 1991.
- Hase Hase di Coline Serreau, Schillertheater di Berlino, 19 maggio 1992.
- Quisaitout et Grobêta di Coline Serreau, Rennes, Théâtre national de Bretagne, 16 marzo 1993.
- Tuttosà e Chebestia di Coline Serreau, Teatro della Corte di Genova, 26 maggio 1993.
- Weißalles und Dickedumm di Coline Serreau, Schillertheater di Berlino, 2 ottobre 1993.
- Hamlet di William Shakespeare, Teatro della Corte di Genova, 9 novembre 1994.
- Le Tartuffe di Molière, Villeneuve-d'Ascq, La Rose des Vents, 14 marzo 1995.
- Io di Eugène Labiche ed Édouard Martin, Teatro della Corte di Genova, 13 marzo 1996.
- Les poubelles boys avec L’ecole des maris da La scuola dei mariti di Molière, Théâtre Vidy-Lausanne, 3 maggio 1997.
- Le roi cerf di Carlo Gozzi, Théâtre d’Orléans, 1º ottobre 1997.
- Le Théâtre de verdure de Coline Serreau, Théâtre Vidy-Lausanne, 1º giugno 1999.
- Il tartufo di Molière, Teatro della Corte di Genova, aprile 2000
- La Flûte enchantée, musica di Wolfgang Amadeus Mozart, Palais Garnier di Parigi, 27 novembre 2000.
- L'amore delle tre melarance di Carlo Gozzi, riduzione di Edoardo Sanguineti, Biennale Teatro di Venezia, 28 luglio 2001.
- L'amore delle tre melarance, musica di Sergej Prokof'ev, Teatro Malibran di Venezia, 14 settembre 2001.
- Mangeront-ils? di Victor Hugo, Théâtre Vidy-Lausanne, 8 ottobre 2002.
- Il cerchio di gesso del Caucaso di Bertolt Brecht, Teatro Duse di Genova, 14 marzo 2003.
- Les Quatre Doigts et le Pouce di René Morax, Neuchâtel, Théâtre du Passage, 9 marzo 2004.

## Onorificenze

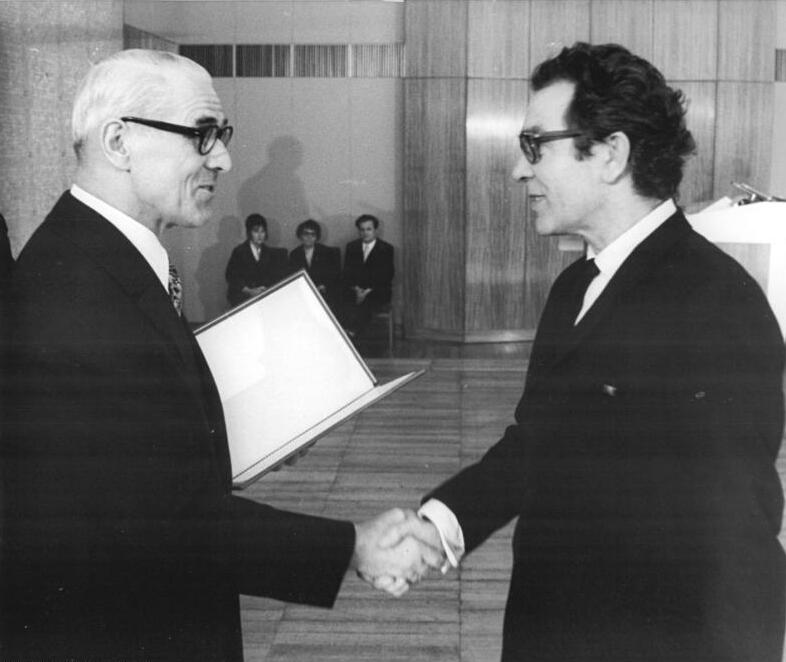
Consegna del Premio nazionale della Repubblica Democratica Tedesca a Benno Besson, 1974

## Riconoscimenti
- 1982 – Josef-Kainz-Medaille della Città di Vienna per Der neue Menoza[2]
- 1985 – Anello Hans Reinhart
- 1987 – Prix Culture et Société de la Ville de Genève – Arts du spectacle[3]
- 1994 – Premio Molière miglior regista per Quisaitout et Grobêta
- 1996 – Grand Prix de l’État de Vaud[4]
- 2002 – Premio Flaiano sezione teatro, alla carriera[5]
- 2004 – Premio E.T.I. Gli Olimpici del Teatro – candidatura miglior regista per Il cerchio di gesso del Caucaso[6]